# Campionato europeo di hockey su ghiaccio 1929
Il 14º campionato europeo di hockey su ghiaccio si tenne in Ungheria; le partite si giocarono tra il 28 gennaio ed il 3 febbraio 1929 a Budapest. Partecipanti erano, oltre ai padroni di casa dell'Ungheria, Svizzera, Polonia, Austria, Cecoslovacchia, Belgio, Germania e Italia. La Finlandia, la cui partecipazione era prevista, rinunciò invece al torneo. Mancavano anche i campioni in carica della Svezia.
La formula ricalcava quella dell'europeo 1926: dapprima venne giocato il turno preliminare, diviso in tre gironi da tre squadre ciascuno (il girone A si ridusse a due squadre per il forfait della Finlandia). I vincitori di ogni gruppo si qualificavano direttamente per le semifinali, mentre le seconde classificate accedevano ad un girone di ripescaggio per scegliere la quarta semifinalista.
Per la prima volta in un europeo si adottò la formula dei tre tempi (diffusa in Canada, mentre in Europa si giocava ancora sui due tempi).
Nuovo campione fu la Cecoslovacchia, al suo quinto titolo; per Polonia (medaglia d'argento) e Italia (quarto posto) si tratta del miglior risultato di sempre.

## Campionato europeo di hockey su ghiaccio 1929 (a Budapest, Ungheria)

### Preliminari

#### Girone A
| 30 gennaio 1929 | Budapest | Polonia | – | Svizzera |  | 2:0 |

Classifica
| Pos. | Squadra   | PG      | V       | N       | P       | Reti    | DR      | Pt.     |
| ---- | --------- | ------- | ------- | ------- | ------- | ------- | ------- | ------- |
| 1    | Polonia   | 1       | 1       | 0       | 0       | 2:0     | +2      | 2:0     |
| 2    | Svizzera  | 1       | 0       | 0       | 1       | 0:2     | -2      | 0:2     |
| 3    | Finlandia | forfait | forfait | forfait | forfait | forfait | forfait | forfait |

#### Girone B
| 28 gennaio 1929 | Budapest | Austria        | – | Germania |  | 1:0               |
|                 |          |                |   |          |  |                   |
| 29 gennaio 1929 | Budapest | Cecoslovacchia | – | Germania |  | 2:1 (1:0,0:0,1:1) |
|                 |          |                |   |          |  |                   |
| 30 gennaio 1929 | Budapest | Cecoslovacchia | – | Austria  |  | 3:1 (0:1,1:0,2:0) |

Classifica
| Pos. | Squadra        | PG | V | N | P | Reti | DR | Pt. |
| ---- | -------------- | -- | - | - | - | ---- | -- | --- |
| 1    | Cecoslovacchia | 2  | 2 | 0 | 0 | 5:2  | +3 | 4:0 |
| 2    | Austria        | 2  | 1 | 0 | 1 | 2:3  | -1 | 2:2 |
| 3    | Germania       | 2  | 0 | 0 | 2 | 1:3  | -2 | 0:4 |

#### Girone C
| 28 gennaio 1929 | Budapest | Ungheria | – | Italia |  | 1:2 d.t.s. (1:0,0:1,0:0,0:1) |
|                 |          |          |   |        |  |                              |
| 29 gennaio 1929 | Budapest | Italia   | – | Belgio |  | 1:0 (1:0,0:0,0:0)            |
|                 |          |          |   |        |  |                              |
| 30 gennaio 1929 | Budapest | Ungheria | – | Belgio |  | 1:1 d.t.s.                   |

Classifica
| Pos. | Squadra  | PG | V | N | P | Reti | DR | Pt. |
| ---- | -------- | -- | - | - | - | ---- | -- | --- |
| 1    | Italia   | 2  | 2 | 0 | 0 | 3:1  | +2 | 4:0 |
| 2    | Ungheria | 2  | 0 | 1 | 1 | 2:3  | -1 | 1:3 |
| 3    | Belgio   | 2  | 0 | 1 | 1 | 1:2  | -1 | 1:3 |

### Girone di ripescaggio per le seconde classificate
| 31 gennaio 1929  | Budapest | Ungheria | – | Austria  |  | 0:3 |
|                  |          |          |   |          |  |     |
| 1º febbraio 1929 | Budapest | Austria  | – | Svizzera |  | 3:1 |
| 1º febbraio 1929 | Budapest | Ungheria | – | Svizzera |  | 0:1 |

Classifica
| Pos. | Squadra  | PG | V | N | P | Reti | DR | Pt. |
| ---- | -------- | -- | - | - | - | ---- | -- | --- |
| 1    | Austria  | 2  | 2 | 0 | 0 | 6:1  | +5 | 4:0 |
| 2    | Svizzera | 2  | 1 | 0 | 1 | 2:3  | -1 | 2:2 |
| 3    | Ungheria | 2  | 0 | 0 | 2 | 0:4  | -4 | 0:4 |

### Girone finale
| Semifinale             |          |                |   |         |  |                                  |
|                        |          |                |   |         |  |                                  |
| 1º febbraio 1929       | Budapest | Cecoslovacchia | – | Italia  |  | 1:0 d.t.s. (0:0,0:0,0:0,0:0,1:0) |
|                        |          |                |   |         |  |                                  |
| 2 febbraio 1929        | Budapest | Polonia        | – | Austria |  | 3:1                              |
|                        |          |                |   |         |  |                                  |
|                        |          |                |   |         |  |                                  |
| Finale per il 3º posto |          |                |   |         |  |                                  |
|                        |          |                |   |         |  |                                  |
| 3 febbraio 1929        | Budapest | Austria        | – | Italia  |  | 4:2 (0:2,2:0,2:0)                |
|                        |          |                |   |         |  |                                  |
|                        |          |                |   |         |  |                                  |
| Finale                 |          |                |   |         |  |                                  |
|                        |          |                |   |         |  |                                  |
| 3 febbraio 1929        | Budapest | Cecoslovacchia | – | Polonia |  | 2:1 d.t.s. (0:0,0:0,1:1,0:0,1:0) |

### Classifica finale
| Pos. | Squadra        |
| ---- | -------------- |
| 1    | Cecoslovacchia |
| 2    | Polonia        |
| 3    | Austria        |
| 4    | Italia         |
| 5    | Svizzera       |
| 6    | Ungheria       |
| 7    | Belgio         |
| 8    | Germania       |

Campione d'Europa 1929
 Cecoslovacchia